# Vorstendom Anhalt-Köthen (1396-1471)
Het vorstendom Anhalt-Köthen/Dessau was een land in het Heilige Roomse Rijk. Het vorstendom ontstond in 1396 na de verdeling van het Anhalt-Zerbst tussen de broers Sigismund I en Albrecht IV, waarbij Albrecht de gebieden aan de linkerzijde van de Elbe kreeg, met de steden Köthen en Dessau.
Na de dood van zijn broer Sigismund I in 1405 nam Albrecht IV als regent voor zijn minderjarige neven ook de regering van het aan de rechterzijde van de Elbe gelegen Anhalt-Zerbst over. Na een strijd met zijn neven Waldemar IV en George I stond Albrecht IV in 1413 zijn eigen vorstendom aan hen af. In 1423 viel Zerbst, met uitzondering van het kasteel, weer aan George I en zijn broers. George I voerde voortdurende strijd met Albrechts opvolger Adolf I. In Ruil voor een deel van Zerbst stond George I een deel van Köthen af aan Adolf. Na een bemiddeling van de keurvorst van Brandenburg in 1440 werd besloten dat Zerbst gezamenlijk bezit van alle vorsten van Anhalt zou worden, maar na 1460 kwam de stad geheel aan Adolf en zijn broer Albrecht V. In ruil kreeg George I hun aandeel in Köthen weer terug.
George I besloot in 1471 om zijn vorstendom samen met zijn zoons te verdelen. Waldemar VI en George II kregen Anhalt-Köthen. Zelf nam George I samen met Ernst en Sigismund III het vorstendom Anhalt-Dessau over. Rudolf zou bij zijn meerderjarigheid schadeloos gesteld moeten worden.

## Vorsten
Albrechtse linie
- 1396 - 1413: Albrecht IV

Sigismundische linie
- 1413 - 1416: Waldemar IV, George I, Sigismund II en Albrecht VI
- 1416 - 1450: George I, Sigismund II en Albrecht VI
- 1450 - 1468: George I en Albrecht VI
- 1468 - 1471: George I